# Neoprocris saltuaria
Neoprocris saltuaria är en fjärilsart som beskrevs av Jordan 1915. Neoprocris saltuaria ingår i släktet Neoprocris och familjen bastardsvärmare. Inga underarter finns listade i Catalogue of Life.